# Orangerie Schwerin

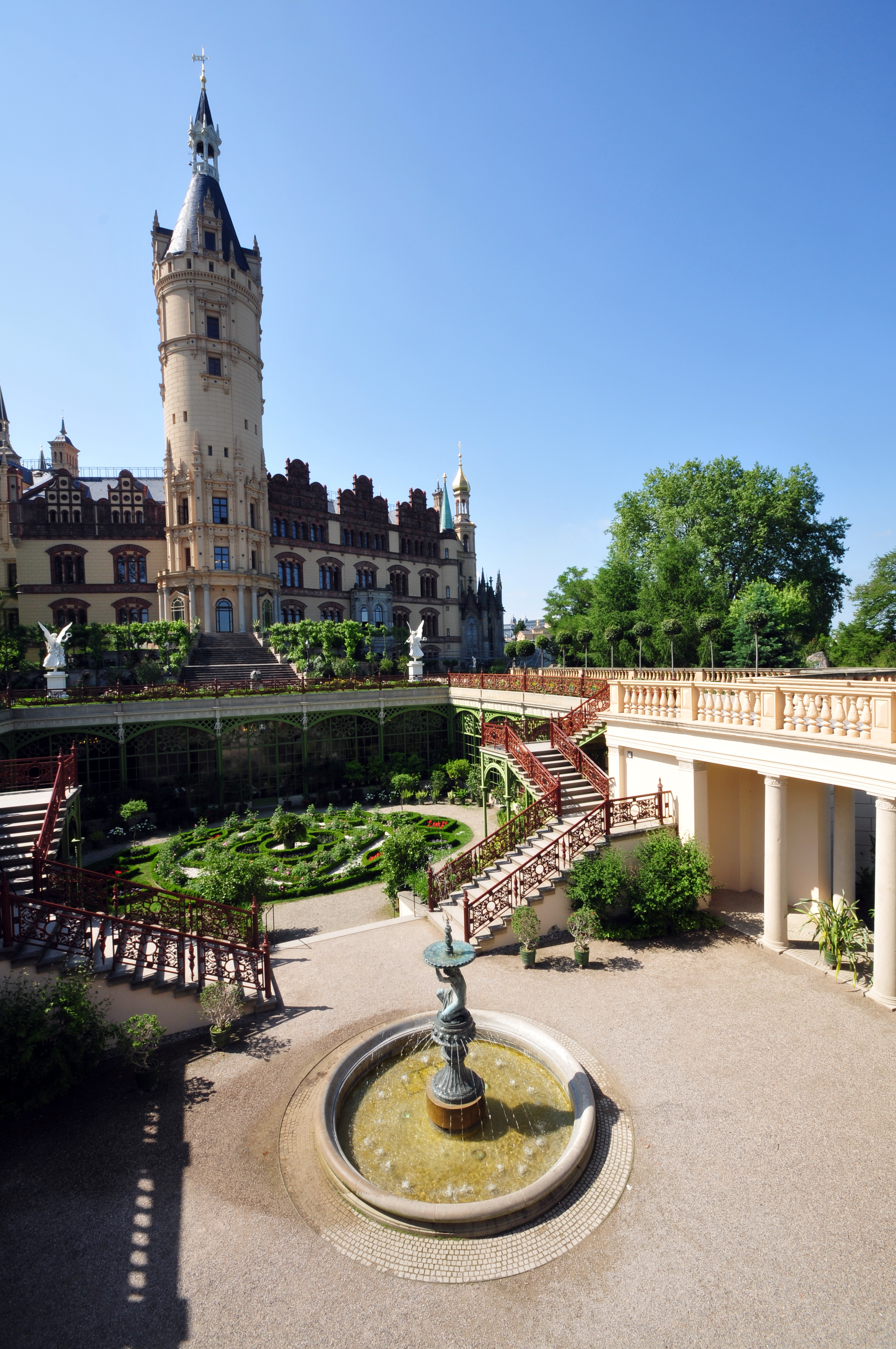
Orangerie mit Schloss und Muschelbrunnen vom Arkadengang aus (2013)

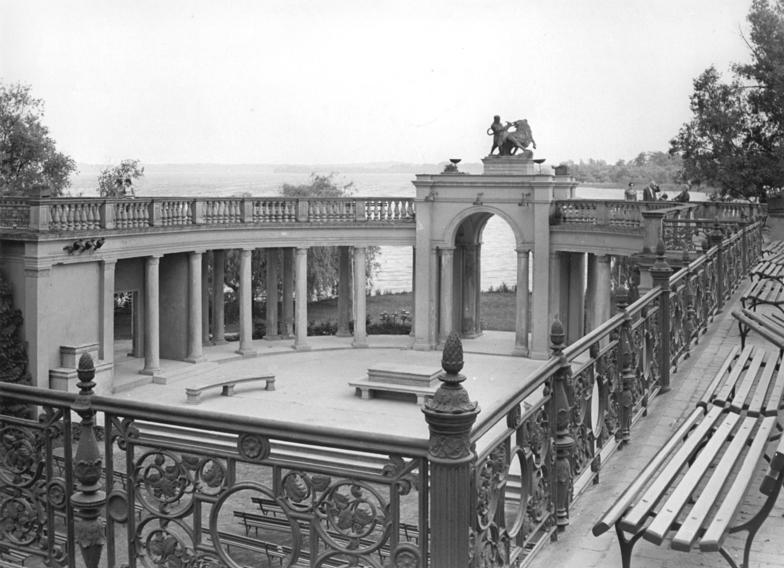
Orangerie 1964 ohne Treppen und Muschelbrunnen

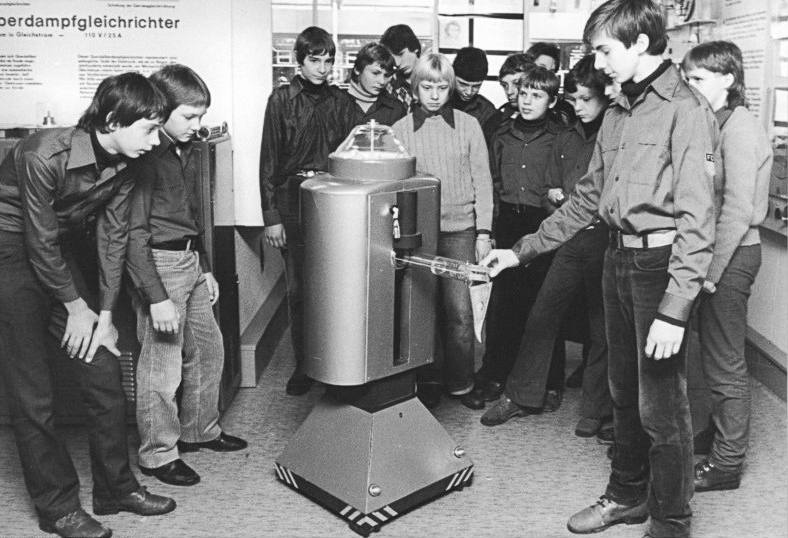
1982 war die Orangerie ein Polytechnisches Museum

Die Orangerie Schwerin befindet sich in unmittelbarer Nähe des Schweriner Schlosses und wurde im Jahr 1853 errichtet. Sie gehört zum Schweriner Residenzensemble, das seit 2024 Weltkulturerbe ist. Das Schweriner Schloss wird auch als „Neuschwanstein des Nordens“ bezeichnet und ist ein bedeutendes Bauwerk des romantischen Historismus in Europa. Die Orangerie liegt am Fuß der Burg in südöstlicher Richtung.

## Konstruktion
Die Orangerie ist ein zweiflügeliger Bau, das Dach dient als Terrasse, sie befindet sich in der Achse des Hauptturmes des Schlosses und ist zur Seeseite hin geöffnet. Der Innenhof ist bepflanzt, südöstlich schließt sich ein Arkadengang und die mittig auf dem Arkadengang angebrachte Statue des stierbändigenden Herakles an. Das Ufer des Schweriner Sees ist wenige Meter entfernt. Palmengarten und Muschelbrunnen, mehrere begehbare Dachterrassen sowie die Meeresgrotte sind Bestandteil der Orangerie. Die Viktoriastatuen auf dem Dach der Orangerie sind als Baudenkmale gelistet.
Die Orangerie besitzt Einfachverglasung in dünnen Rahmen aus Stahl, die Fensterkonstruktion weist sparsam Stilelemente des Historismus auf. Die Decke besteht aus einer Stahlkonstruktion mit Doppel-T-Trägern, die mit Gewölbemauerwerk als Kappendecke ausgefüllt sind. Der Hauptraum besitzt eine Fußbodenheizung.
Die Freitreppen von den Terrassen zu den Grünanlagen wurden nach 1994 mit Unterstützung der Deutschen Stiftung Denkmalschutz wieder errichtet. Die windgeschützte Lage erlaubt es, dass in der Anlage auch Pflanzen gehalten werden können, die üblicherweise in diesen Breiten nicht gedeihen können. So befindet sich um den Arkadengang herum ein Palmengarten.
Direkt über der Orangerie sind zwei Victoria-Statuen sowie eine Sonnenuhr angebracht. Die Sonnenuhr ist die Kopie eine Sandsteinskulptur in Form eines Prismas aus dem Jahr 1844 mit einer Figur des thronenden Jupiter. Die seitlich aufgestellten Victorien sind etwa lebensgroß.

## Nutzung
Von der Entstehungszeit des Schlosses bis heute dient die Orangerie der Unterbringung der Gartenpflanzen in der kalten Jahreszeit.
Zwischenzeitlich wurde sie zweckentfremdet genutzt, so war sie zur DDR-Zeit Lagerraum und Turnhalle der Schule für Kindergärtnerinnen und von 1961 bis 1994 Polytechnisches Museum. Da der Außenbereich nur sparsam bepflanzt war, wurde die Orangerie auch nicht als solche benutzt, die Pflanzen waren winterhart und verblieben im Freien, was eine ganzjährige Nutzung der Innenräume ermöglichte.
Momentan wird die Orangerie in den Sommermonaten gastronomisch genutzt.